# Verkehrsverbund Berlin-Brandenburg
La Verkehrsverbund Berlin-Brandenburg GmbH (in sigla VBB, pronuncia: fau beː beː) è un consorzio, facente parte del gruppo ferroviario Deutsche Bahn, che riunisce le principali società di trasporto pubblico dei länder di Berlino e Brandeburgo, in Germania.
All'interno del consorzio sono presenti 40 società di trasporti, delle quali 33 sono enti pubblici e 7 sono enti privati. La forma societaria è quella di società a responsabilità limitata.

## Proprietà
La società è stata fondata il 30 dicembre 1996 a Berlino, il cui land detiene il controllo di un terzo delle quote societarie. Stessa quota è posseduta dall'altro land nella quale ricade l'azione del consorzio, il Brandeburgo. Il terzo rimanente è distribuito da 18 fra circondari ruali e città del Brandeburgo, tutti con la quota dell'1,85%.

## Area

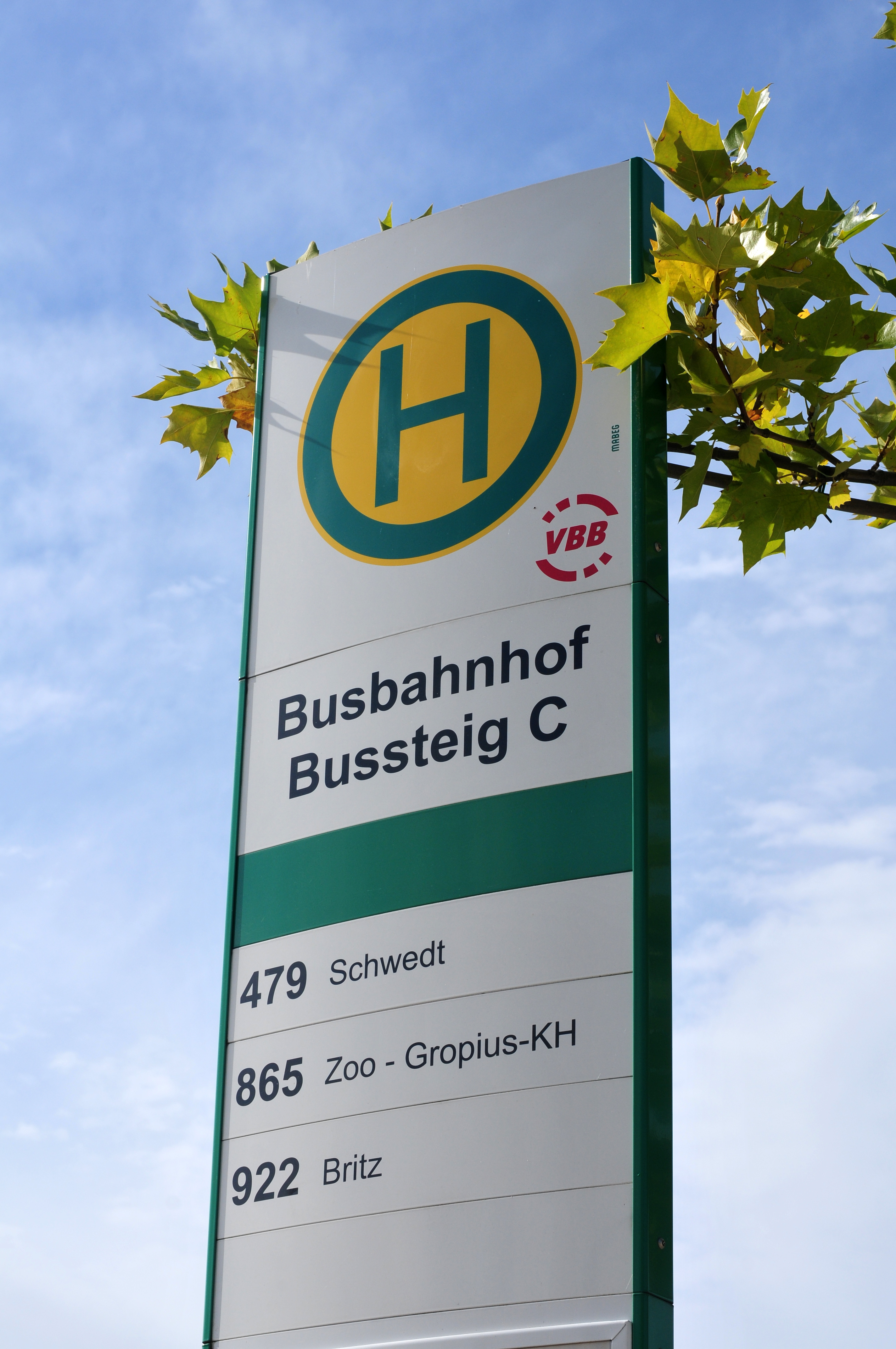
Fermata VBB ad Eberswalde

Il consorzio raccoglie 40 aziende di trasporto pubblico che operano nei länder di Berlino e del Brandeburgo, coprendo un'area di 30.367 km² e servendo un bacino d'utenza di quasi 6 milioni di abitanti. Queste cifre ne fanno la più grande azienda di trasporto pubblico d'Europa.

### Rete di trasporto
Molti servizi di trasporto nei due länder sono offerti da società facenti parte del consorzio VBB. Tra essi, anche la S-Bahn di Berlino e la metropolitana (U-Bahn), quest'ultima facente parte a sua volta della società BVG. Ne fanno parte anche i trasporti ferroviari regionali sotto controllo diretto di Deutsche Bahn, nonché autobus, tram e traghetti di Berlino.
Al 2012 sono servite da VBB:
- 1024 linee di trasporto, tra le quali:
  - 42 linee ferroviarie regionali
  - 15 linee della S-Bahn
  - 10 linee della metropolitana
  - 845 linee degli autobus urbani
- 12.544 fermate, tra le quali:
  - 360 stazioni ferroviarie regionali
  - 166 stazioni della S-Bahn
  - 173 stazioni della metropolitana
  - 701 stazioni e fermate del tram
  - 11.206 stazioni e fermate dell'autobus

## Introiti

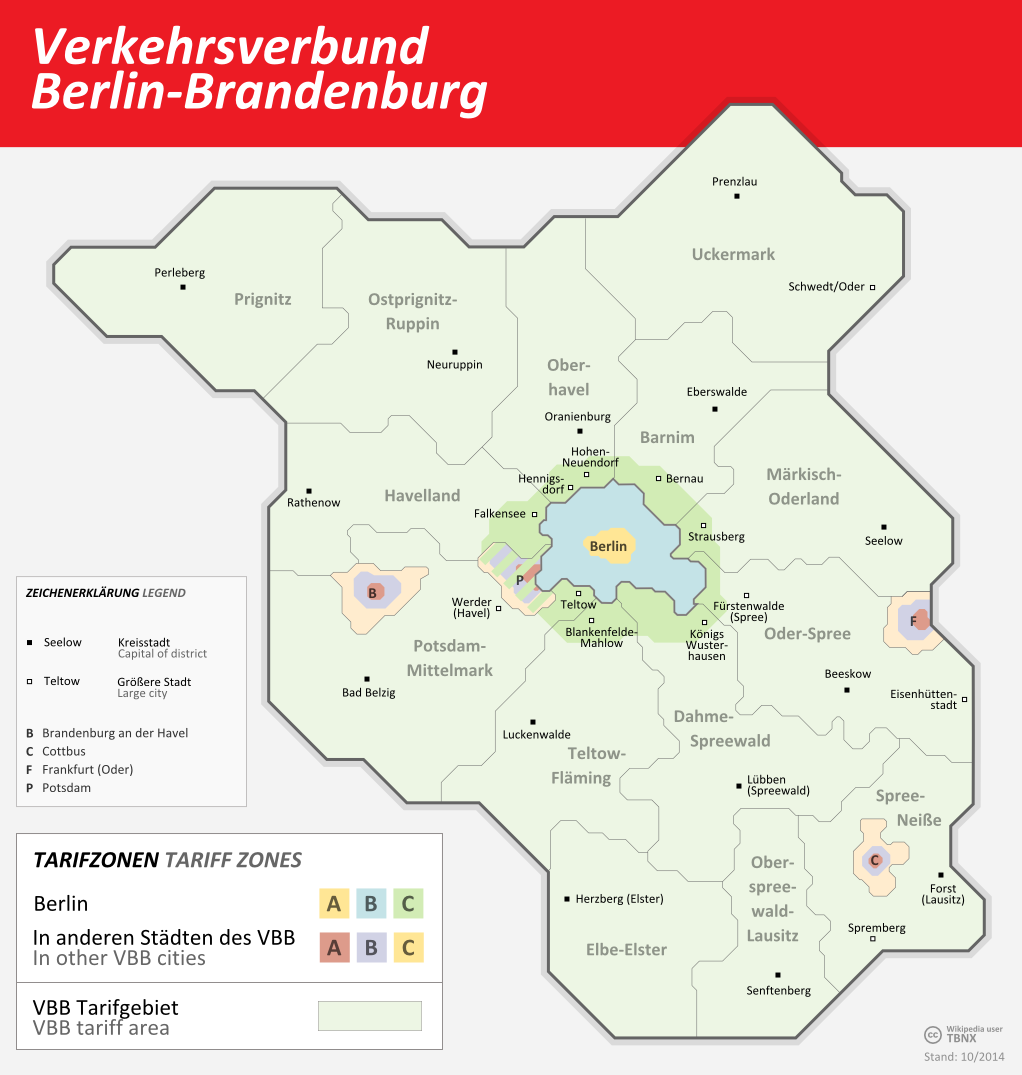
Area tariffaria VBB

Trattandosi di una società di trasporto, la maggior parte degli introiti proviene dalla vendita di biglietti e abbonamenti. In riferimento ai dati del 2012:
- hanno circolato sui mezzi VBB 1.293 milioni di passeggeri, così suddivisi:
  - 47,16% sui mezzi DB Regio
  - 45,79% sulla S-Bahn
  - 4,80% sulla Ostdeutsche Eisenbahn
  - 1,33% sulla Prignitzer Eisenbahn
  - 0,52% sulla Niederbarnimer Eisenbahn
  - 0,40% sulla LausitzBahn (operata dalla società Connex)
- le entrate sono state di 1.133 milioni di €, così suddivise:
  - 34% biglietti interi
  - 40% biglietti giornalieri
  - 10% biglietti ridotti
  - 9% biglietti speciali
  - 4% abbonamenti semestrali
  - 3% abbonamenti over-65

## Società consorziate
Queste sono le società di trasporto facenti parte del consorzio VBB:
| Società                                                  | Sigla    | Tipo azienda | Luogo                    |
| -------------------------------------------------------- | -------- | ------------ | ------------------------ |
| Arno Reich GmbH                                          | Arno     | Pubblica     | Jüterbog                 |
| Barnimer Busgesellschaft mbH                             | BBG      | Pubblica     | Eberswalde               |
| Berliner Verkehrsbetriebe                                | BVG      | Pubblica     | Berlino                  |
| Busverkehr Märkisch-Oderland GmbH                        | BMO      | Pubblica     | Strausberg               |
| Busverkehr Oder-Spree GmbH                               | BOS      | Pubblica     | Fürstenwalde             |
| Busverkehr Gerd Schmidt                                  | Schmidt  | Pubblica     | Ortrand                  |
| Cottbusverkehr GmbH                                      | CV       | Pubblica     | Cottbus                  |
| DB Regio AG, Region Nordost                              |          | Pubblica     | Potsdam                  |
| Fritz Behrendt OHG                                       | Behrendt | Pubblica     | Kloster Lehnin           |
| Günter Anger Güterverkehrs GmbH                          | Anger    | Pubblica     | Potsdam                  |
| Havelbus Verkehrsgesellschaft mbH                        | HVG      | Pubblica     | Nauen                    |
| Herz-Reisen GmbH                                         | Herz     | Pubblica     | Zossen                   |
| Lehmann Reisen GmbH                                      | Lehmann  | Privata      | Falkenberg/Elster        |
| Neiße Verkehr GmbH                                       | NV       | Pubblica     | Guben                    |
| NEB Betriebsgesellschaft mbH                             | NEB      | Pubblica     | Berlino                  |
| Oberhavel Verkehrsgesellschaft mbH                       | OVG      | Pubblica     | Oranienburg              |
| Omnibusbetrieb Gustav Wetzel                             | Wetzel   | Privata      | Cammer                   |
| Omnibuscenter LEO Reisen                                 | LEO      | Privata      | Cottbus                  |
| Omnibusbetrieb Obst                                      | Obst     | Privata      | Bad Liebenwerda          |
| Omnibusunternehmen Hans-Hermann Lange                    | Lange    | Privata      | Görzke                   |
| Omnibusverkehr Armin Glaser                              | Glaser   | Privata      | Wiesenburg               |
| Ostdeutsche Eisenbahn GmbH                               | ODEG     | Pubblica     | Berlino                  |
| Ostprignitz-Ruppiner Personennahverkehrsgesellschaft mbH | ORP      | Pubblica     | Kyritz                   |
| Regionale Verkehrsgesellschaft Dahme-Spreewald mbH       | RVS      | Pubblica     | Luckau                   |
| Sabinchen Touristik GmbH                                 | SAT      | Privata      | Treuenbrietzen           |
| Eisenbahngesellschaft Potsdam mbH                        | EGP      | Pubblica     | Potsdam                  |
| S-Bahn Berlin GmbH                                       | S-Bahn   | Pubblica     | Berlino                  |
| Schöneicher-Rüdersdorfer Straßenbahn GmbH                | SRS      | Pubblica     | Schöneiche               |
| Stadtverkehrsgesellschaft mbH Frankfurt (Oder)           | SVF      | Pubblica     | Frankfurt (Oder)         |
| Strausberger Eisenbahn GmbH                              | STE      | Pubblica     | Strausberg               |
| Südbrandenburger Nahverkehrs GmbH                        | SBN      | Pubblica     | Senftenberg              |
| Uckermärkische Verkehrsgesellschaft mbH                  | UVG      | Pubblica     | Schwedt/Oder             |
| Verkehrsbetrieb Potsdam GmbH                             | ViP      | Pubblica     | Potsdam                  |
| Verkehrsbetriebe Brandenburg an der Havel GmbH           | VBBr     | Pubblica     | Brandenburg an der Havel |
| Verkehrsgesellschaft Belzig mbH                          | VGB      | Pubblica     | Belzig                   |
| Verkehrsgesellschaft Oberspreewald Lausitz mbH           | VGOSL    | Pubblica     | Senftenberg              |
| Verkehrsgesellschaft Prignitz mbH                        | VGP      | Pubblica     | Perleberg                |
| Verkehrsgesellschaft Teltow-Fläming mbH                  | VTF      | Pubblica     | Luckenwalde              |
| Verkehrsmanagement Elbe-Elster GmbH                      |          | Pubblica     | Finsterwalde             |
| Woltersdorfer Straßenbahn GmbH                           | WS       | Pubblica     | Woltersdorf              |